# George Hoyt
George Hogsett Hoyt (Boston, 9 agosto 1883 – Dorchester, 11 novembre 1962) è stato un arbitro di pallacanestro statunitense, membro del Naismith Memorial Basketball Hall of Fame dal 1961.
Soprannominato "Mr. Basketball", fu uno dei pionieri della pallacanestro. Arbitrò a livello di college e di high school per 34 anni, e contribuì in modo decisivo allo sviluppo ed al perfezionamento delle regole del basket-ball. Scrisse a questo proposito due libri: The Theory and Practice of Basketball Officiating e Converse Basketball Yearbook, 1923.